# Trường Trung học phổ thông chuyên Thoại Ngọc Hầu
Trường Trung học Phổ thông chuyên Thoại Ngọc Hầu là một trường trung học phổ thông công lập tại thành phố Long Xuyên, tỉnh An Giang thuộc hệ thống các trường trung học phổ thông chuyên tại Việt Nam đặt dưới sự quản lý của Bộ Giáo dục và Đào tạo Việt Nam. Trường được thành lập lần đầu tiên với tên Collège de Long Xuyên vào ngày 12 tháng 11 năm 1948 với chương trình giảng dạy bằng tiếng Pháp. Tên gọi và vai trò của trường đã liên tục thay đổi trong hầu hết các giai đoạn tiếp theo. Đến năm học 1993-1994, trường mới lần lượt đổi tên thành ''Trường Phổ thông Trung học Chuyên Thoại Ngọc Hầu'' và hiện nay là "Trường Trung học Phổ thông Chuyên Thoại Ngọc Hầu ". Ngôi trường vinh dự mang tên danh tướng Thoại Ngọc Hầu, người đã có công khai phá vùng đất An Giang. Hiện tại trường là một trong hai nơi chuyên đào tạo học sinh năng khiếu cấp Trung học phổ thông các môn văn hóa, ngoại ngữ trong địa bàn tỉnh An Giang nhằm phục vụ cho công cuộc công nghiệp hóa, hiện đại hóa của tỉnh nhà và cả khu vực đồng bằng sông Cửu Long.

## Lịch sử

### Từ khi thành lập đến ngày 30 tháng 4 năm 1975
1947: Một dãy phòng học bằng tre được dựng lên cạnh hương lộ Long Xuyên – Châu Đốc, ngay dưới chân cầu Hoàng Diệu.
12/11/1948: Trường Trung học đầu tiên của tỉnh chính thức được thành lập với tên "Collège de Long Xuyên''. Lúc ấy, trường chỉ có hai phòng học và giảng dạy bằng giáo trình Pháp ngữ.
1951: Giáo trình Tiếng Việt bắt đầu được áp dụng vào chương trình giảng dạy.
1954 -1955: Trường được xây dựng lại.
1956: Trường đổi tên thành " Trường Trung học Thoại Ngọc Hầu "
1957 - 1959: chi đoàn "Thanh Lao" được thành lập vào năm 1957 với "Đội Hành Động" trong nội thành có 3 học sinh, đều là học sinh của trường đã hưởng ứng phong trào đấu tranh của học sinh-sinh viên nhằm phản đối đạo Luật 10-59 của chính quyền Việt Nam Cộng hòa. Xuất phát từ trường Thoại Ngọc Hầu, phong trào đã lan rộng ra những khu vực lân cận. Nhiều đại diện trong ban lãnh đạo của Tỉnh/Thành phố là cựu học sinh của trường.

### Từ sau ngày 30 tháng 4 năm 1975 đến nay
Sau sự kiện ngày 30 tháng 4 năm 1975, trường được đổi tên thành Trường Cấp II – III "A" Thị xã Long Xuyên.
Từ tháng 12 năm 1976 đến năm 1989, trường lần lượt được đổi tên thành:
- Trường Cao đẳng Sư phạm (1976 -1980)
- Trường Bổ túc Công Nông Võ Thị Sáu (1980 -1982)
- Trường Đại học Tại Chức (1982 -1989)

Trong năm học 1989 - 1990, trường lại đổi tên thành "Trường Phổ thông Trung học Thoại Ngọc Hầu ".
Trong năm học 1993 - 1994, trường lần lượt đổi tên thành "Trường Phổ thông Trung học Chuyên Thoại Ngọc Hầu " và "Trường Trung học Phổ thông Chuyên Thoại Ngọc Hầu " như tên gọi hiện tại.

## Tuyển sinh
Trường thực hiện chính sách tuyển sinh thông qua kì thi Tuyển sinh vào lớp 10 hằng năm dưới chỉ đạo của Sở Giáo dục Đào tạo tỉnh An Giang. Mỗi thí sinh dự kì thi phải thi đủ 3 môn bắt buộc (Ngữ Văn, Toán và tiếng Anh) cùng với một bài thi chuyên. Khoảng 31-36 thí sinh cao điểm nhất sẽ được chọn vào học tại mỗi lớp chuyên trong tổng số 10 lớp. Trường cũng mở hai lớp không chuyên với số học sinh dao động khoảng từ 40 học sinh. Kết thúc mỗi học kì, trường sẽ tổ chức kỳ thi cuối kỳ đánh giá học lực thông qua điểm số. Các học sinh đủ điều kiện theo từng lớp sẽ được nhận học bổng khuyến học từ Hội Khuyến học nhà trường nhằm ghi nhận sự cố gắng, tạo những động lực cho các học sinh tiếp tục cố gắng phấn đấu hơn trong học tập.  

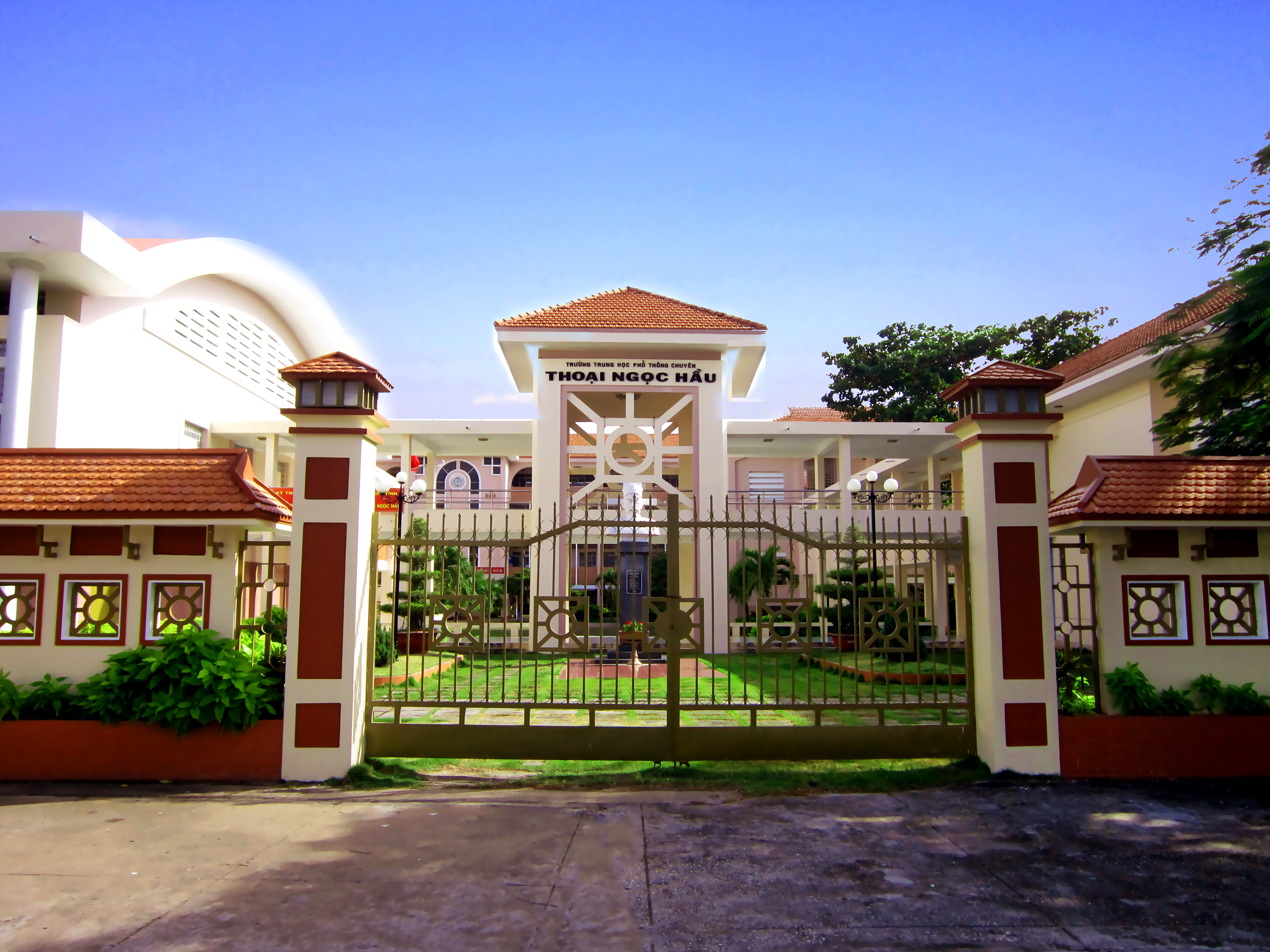
Cổng chính

## Cơ sở vật chất và trang thiết bị
Hiện tại, trường tọa lạc trên đường Tôn Đức Thắng, phường Mỹ Bình, thành phố Long Xuyên. Trường có 3 phòng thí nghiệm, thực hành Lý, Hóa, Sinh; 07 phòng thực hành vi tính có kết nối Internet, 1 thư viện, 1 hội trường, 1 căn tin, 1 phòng y tế, 1 nhà đa năng và các phòng làm việc khác. Hệ thống sân bóng chuyền, bóng rổ cho các hoạt động thể dục thể thao rộng rãi, khuôn viên rộng có cây xanh che phủ.  

## Các đời hiệu trưởng
Nguồn:
| Số thứ tự | Hiệu trưởng         | Giai đoạn   | Ghi chú |
| --------- | ------------------- | ----------- | ------- |
| 1         | Lê Văn Kính         | 1948 – 1950 |         |
| 2         | Đỗ Cao Hách         | 1950 – 1951 |         |
| 3         | Đặng Văn Kế         | 1951 – 1956 |         |
| 4         | Hồ Văn Kỳ Trân      | 1956 – 1959 |         |
| 5         | Từ Chấn Sâm         | 1959 – 1963 |         |
| 6         | Trịnh Văn Mười Hai  | 1963 – 1965 |         |
| 7         | Nguyễn Kỉnh Đốc     | 1965 – 1966 |         |
| 8         | Võ Vĩnh Khiêm       | 1966 – 1972 |         |
| 9         | Lê Tấn Kiệt         | 1972 – 1975 |         |
| 10        | Tô Thành Tâm        | 1975 – 1977 |         |
| 11        | Võ Thành Long       | 1989 – 1992 |         |
| 12        | Đỗ Quang Thịnh      | 1992 – 2005 |         |
| 13        | Nguyễn Văn Tuấn     | 2005 – 2008 |         |
| 14        | Phạm Phát Tân       | 2008 – 2009 |         |
| 15        | Hoàng Phát Đạt      | 2009 - 2017 |         |
| 16        | Đặng Thị Kim Phượng | 2017 - nay  |         |

## Mô hình đào tạo
Trường thực hiện theo Chương trình đào tạo 3 năm từ lớp 10 đến lớp 12. Học sinh vào lớp 10 phải vượt qua kỳ thi tuyển sinh do nhà trường phối hợp với Sở Giáo dục & Đào tạo An Giang tổ chức. Khối chuyên sẽ được học nâng cao ở các môn chuyên để phục vụ nền tảng kiến thức vững chắc cho kì thi Trung học phổ thông quốc gia và các Kỳ thi chọn Học sinh giỏi. Học sinh theo học tại các lớp chuyên Anh sẽ được dạy thêm chương trình tiếng Pháp. Khác với khối chuyên, khối không chuyên không có các tiết chuyên nhưng vẫn được học trọng tâm những môn theo ban của lớp không chuyên mà học sinh đang theo học.
Trường THPT Chuyên Thoại Ngọc Hầu hiện nay đang tiến hành giảng dạy tại các lớp:

#### Lớp chuyên:
- Chuyên Toán (2 lớp)
- Chuyên Tin
- Chuyên Lý
- Chuyên Hóa (2 lớp)
- Chuyên Sinh
- Chuyên Văn
- Chuyên Anh (2 lớp)
- Chuyên Sử
- Chuyên Địa

## Cựu học sinh tiêu biểu[3]
- Vũ Cát Tường: ca sĩ kiêm sáng tác nhạc và doanh nhân.
- Huỳnh Lập: nghệ sĩ, diễn viên, danh hài.
- Lê Yên Thanh: đồng sáng lập dự án Talo chống gian lận thi cử, đồng sáng lập dự án JobHop-phần mềm tìm kiếm việc làm, giám đốc công ty TNHH BusMap, đơn vị phát triển và triển khai BusMap.
- Lê Văn Duy: giám đốc hãng phim Nguyễn Đình Chiểu (đã giải thể).
- Lê Hùng Dũng: nguyên Chủ tịch Hội đồng Quản trị Ngân hàng thương mại cổ phần Xuất Nhập khẩu Việt Nam (Eximbank), cựu chủ tịch Liên đoàn bóng đá Việt Nam.
- Lê Văn Thảo: nguyên Phó Chủ tịch Hội Nhà văn Việt Nam.
- Nguyễn Thị Hồng Nhung: PGS.TS, Trưởng Khoa Luật Trường Đại học Kinh tế - Luật ĐHQG-HCM.
- Tô Hồng Đức: Thạc Sĩ, Bác Sĩ, International SOS.
- Trần Gia Nghi: Á Quân Giọng Hát Việt 2018.